# Juan Eduardo Azzini
Juan Eduardo Azzini (Montevideo, 1917-2 de diciembre de 2015) fue un contador público, escritor y político uruguayo, perteneciente al Partido Nacional.

## Carrera
Egresado de la Facultad de Ciencias Económicas de la Universidad de la República en 1940, con el título de Contador Público. Se sumó pronto a la docencia universitaria, como profesor titular de Finanzas Públicas. 
Desde entonces se desempeñó en la función pública, en Inspección de Hacienda. Así, cuando en 1958 gana las elecciones el Partido Nacional, el nuevo gobierno le ofreció el Ministerio de Hacienda, con la aquiescencia de Luis Alberto de Herrera. Ocupó entonces dicho sillón ministerial durante todo el primer Consejo Nacional de Gobierno de mayoría blanca entre el 1 de marzo de 1959 y el 28 de febrero de 1963. 
De su autoría fue la implementación de una ambiciosa Reforma Monetaria y Cambiaria, por la cual se terminó con un complejo sistema de múltiples cotizaciones del dólar estadounidense y se pasó a un sistema más simple. También se implantó un Impuesto a la Renta, que a la postre resultaría derogado.
Casado con Matilde Dosil, fueron padres de también contador Daniel Eduardo.
En 2008, Azzini fue galardonado con el Premio Estrella del Sur.
El 7 de octubre de 2008 se presentó un libro biográfico escrito por el periodista Graziano Pascale, titulado "Azzini, una historia uruguaya".

## Libros
- Azzini, Juan E. (1946). Ingresos municipales. Talleres L.I.G.U. (Montevideo).
- Azzini, Juan E. (1970). La reforma cambiaria: ¿monstruo o mártir?. Amalio M. Fernández (Montevideo).
- Azzini, Juan E. (1976). Nobel, su testamento y la economía. 75 años de un discutido premio. [s.n.] (Montevideo).
- Azzini, Juan E. (1982). Diagnóstico y perspectivas de la economía uruguaya. Crónicas Económicas (Montevideo).
- Azzini, Juan E. (1989). Gestión de los gobiernos blancos. CELADU-Agropecuario (Montevideo).
- Azzini, Juan E. (1983). La historia chica de un ministerio. [s.n.] (Montevideo).
- Azzini, Juan E. (1999). Nobel. Historias de un premio. Ediciones De la Plaza (Montevideo).
- Azzini, Juan E. (2005). Hojeando La Historia. Ediciones De la Plaza (Montevideo). ISBN 9974-48-100-7.